# Allison Jolly
Allison Blair Jolly (* 4. August 1956 in Saint Petersburg) ist eine ehemalige US-amerikanische Seglerin.

## Erfolge
Allison Jolly nahm an den Olympischen Spielen 1988 in Seoul in der 470er Jolle teil. Sie erzielte gemeinsam mit Lynne Jewell insgesamt 26,7 Punkte und belegte damit den ersten Platz vor dem schwedischen und dem sowjetischen Boot, womit die beiden Olympiasieger wurden. In den sieben Rennen der Regatta platzierten sie sich fünfmal auf dem Podium, davon zweimal auf dem ersten Rang.
Jolly studierte an der Florida State University und arbeitete nach dem Studium als Programmiererin. Auch ihr späterer Ehemann Mark Elliot war Segler und Programmierer. Ab 2004 war sie auch an der University of South Florida als Segeltrainerin tätig.